# Жнива розпачу: Життя і смерть в Україні під нацистською владою
«Жнива розпачу: Життя і смерть в Україні під нацистською владою» (англ. Harvest of despair: life and death in Ukraine under nazi rule) — монографія нідерландського історика Карела Беркгофа. Книга опублікована 2004 року. Присвячена дослідженню повсякденного життя та стратегій виживання під нацистською окупацією в 1941–1944 роках населення Райхскомісаріату Україна, який охоплював чималу частину українських земель.

## Висновки дослідника
Називаючи причини поразок Червоної армії у перші місяці після нападу Німеччини, автор значно важливішими, ніж нестача спорядження, зброї, завбачливості керівництва СРСР чи вишколу солдатів, називає «дезертирство і небажання воювати» (с.23)
Охарактеризовано репресивні дії НКВС, а також застосування тактики «випаленої землі» Червоною армією при відступі з України.
Дослідник, проаналізувавши реакцію людей на ці події та падіння радянського режиму, приходить до висновку, що ця реакція «була, мабуть, безпрецедентною в історії європейських воєн», зокрема, на його думку, більшість селян «були раді, хоча й стримані», багато солдатів не хотіли битися (с.44).
У дослідженні аргументовано стверджується, що під час окупації рівень життя селян був вищий, ніж до війни.
Аналізуючи стан видання газет і журналів, використання української мови в діловодстві, як наслідок політики окупаційної адміністрації, зокрема Е. Коха, Беркгоф зазначає, що «ця місцина ще ніколи не бачила такої ґрунтовної та успішної українізації» (с.198).

## Українське видання
Видано згідно з редакційним правописом видавництва часопису «Критика» з порушенням норм чинного українського правопису.
Карел Беркгоф. Жнива розпачу. Життя і смерть в Україні під нацистською владою / Український науковий інститут Гарвардського університету; Інститут Критики. — К.: «Критика», 2011. — 456 с. ISBN 978-966-8978-37-1
Переклад з англійської Тараса Цимбала.
З анотації:
Будучи прихильником антропологічного підходу, автор наголошує саме «людську» історію, а не політичну чи інституційну, і територіальну, а не національну чи етнічну, і тому не обмежується самими лише українцями, а приділяє належну увагу всім мешканцям краю, зокрема описує геноцид євреїв і ромів, становище росіян і «фольксдойчів», українсько-польський конфлікт на Волині тощо.
Окремо зіставлено побут на селі та в місті, досліджено долю військовополонених, радянський і націоналістичний партизанські рухи, феномен колаборації, перебіг примусових депортацій, культурне та релігійне життя.
Особливо важливим є висвітлення штучного голоду в Києві, який автор порівнює з Голодомором 1933–1934 років, а також аналіз етнічних ідентичностей та політичних лояльностей і висновок про вплив радянських репресивних практик на творення ментальності, що зумовила брак солідарності й опору окупантам в обставинах терору та масового нищення.
Зіперта на дуже широкий масив архівних документів, публікацій і опитувань, монографія стала, на думку критиків, взірцево новаторським, проривним та найґрунтовнішим дослідженням свого предмета.
Призначена і фахівцям — історикам, соціологам, культурологам, політологам, і всім, хто цікавиться історією Другої світової війни та України в XX столітті.